# Brama Lubawska
Brama Lubawska (332.41, cz. Libovské sedlo) – obniżenie śródgórskie w Sudetach Środkowych, w południowo-zachodniej Polsce oraz w północnych Czechach. W jej skład wchodzi Kotlina Kamiennogórska.

## Położenie
Brama Lubawska położona jest w Sudetach Środkowych, na granicy z Sudetami Zachodnimi. Od zachodu ograniczona jest wchodzącym w skład Karkonoszy Grzbietem Lasockim, od północnego zachodu Rudawami Janowickimi, od północnego wschodu Górami Wałbrzyskimi, zaś od wschodu Górami Kruczymi – pasmem Gór Kamiennych.

## Opis
Obniżenie Bramy Lubawskiej zajmuje powierzchnię około 80 km², średnie wzniesienie nad poziom morza waha się w granicach 600 m n.p.m. Przez obniżenie z południa na północ przepływa Bóbr. Ponadto poprzecinane jest płynącymi równoleżnikowo górskimi potokami. Rzeźba terenu jest urozmaicona – pagórkowata, miejscami górzysta. Brama Lubawska jest obniżeniem śródgórskim powstałym w mało odpornych na denudację skałach karbońskich.

## Budowa geologiczna
Brama Lubawska stanowi najbardziej zachodnią część niecki śródsudeckiej. Obejmuje też niewielkie fragmenty bloku karkonosko-izerskiego (na zachodzie). Budowa geologiczna doliny jest zróżnicowana: występują tu głównie skały osadowe, a podrzędnie skały magmowe – wylewne i skały przeobrażone. Nieckę wypełniają warstwy karbońskie i permskie: przede wszystkim piaskowce, zlepieńce i łupki. Wśród osadów górnokarbońskich występują pokłady węgla kamiennego. Wzniesienia tworzą warstwy zlepieńców karbońskich, a przede wszystkim skał wulkanicznych – permskich porfirów oraz ich tufów. Na zachodzie niewielkie fragmenty u stóp Karkonoszy zbudowane są ze skał metamorficznych, należących do wschodniej osłony granitu karkonoskiego.

## Rzeźba
Rzeźba terenu jest urozmaicona. Występują tu izolowane wzniesienia, krótkie grzbiety i pasma. Niektórzy geografowie wyróżniają na tym obszarze Wzgórza Bramy Lubawskiej. Obejmują one zachodnią część Bramy, a według niektórych ciągną się aż po Marciszów (Góry Lisie). Pomiędzy nimi występują rozległe kotliny otoczone ze wszystkich stron górami.
Główne rysy dzisiejszej rzeźby doliny powstały w młodszym trzeciorzędzie, kilkanaście milionów lat temu, kiedy to zrównany, stary masyw górski uległ ponownie wypiętrzeniu pod wpływem pionowych ruchów skorupy ziemskiej w czasie orogenezy alpejskiej. Kiedyś była to jedna powierzchnia, być może pofałdowana. Dzięki wzmożeniu erozji, rzeźba terenu została silnie odmłodzona.
Duże znaczenie ma odporność poszczególnych skał na czynniki erozji. Bardziej odporne skały wulkaniczne tworzą obecnie wzniesienia zarówno w obrębie Bramy Lubawskiej (Chełmczyk, Świerczyna, Łysunia), jak też w ograniczających ją od wschodu Górach Kruczych. Również lokalnie występujące zlepieńce tworzą wyniesienia takie jak Szczepanowski Grzbiet czy Zadzierna. Z kolei w północno-zachodniej części Bramy Lubawskiej wzniesienia zbudowane są z odpornych amfibolitów (Suszyna, Zielona Skała). Obszary zbudowane z piaskowców, a zwłaszcza łupków, tworzą zagłębienia.

## Krajobraz
Krajobraz doliny uwarunkowany jest budową i długą przeszłością geologiczną. Występują tu różne typy krajobrazów i form terenu grzbiety i kopulaste wzniesienia górskie, ostańce skał wulkanicznych, liczne skałki, obniżenia śródgórskie. Cały obszar jest poprzecinany w poprzek potokami górskimi na segmenty. Jest to teren średnio zaludniony, łagodny, poza nielicznymi wzniesieniami słabo porośnięty drzewami i krzewami. Większość obszaru zajmują łąki. Krajobraz częściowo przeobrażony. Budowa geologiczna i liczne występujące tu skałki czynią dolinę atrakcyjną krajobrazowo.

## Wody
Dział wodny dorzeczy Odry i Łaby jest niski i przebiega na terytorium czeskim w miejscowości Žacléř. Źródła Bobru, głównej rzeki doliny znajdują się na Bobrowym Stoku. Bóbr płynie środkiem kotliny i jest największym lewostronnym dopływem Odry. Pozostałe potoki są jego dopływami. Dla zabezpieczenia przed powodziami, w pierwszych latach XX wieku, zbudowano zbiornik retencyjny Bukówka w Bukówce na Bobrze. Odwadniające dolinę rzeki przebijają się przez góry przełomami.

## Klimat
Klimat chłodniejszy i o większej ilości opadów niż średnie dla tej wysokości, przypominający klimat górski. Zachmurzenie średnie występuje w okresie jesienno-zimowym, najmniejsze w lecie. Opadom często towarzyszą gwałtowne burze z wyładowaniami.
- maksimum termiczne: lipiec–wrzesień, średnia temperatura ok. 18 °C
- minimum termiczne: styczeń–luty, średnia temperatura powietrza ok. −6 °C
- średnia temperatura roczna oscyluje w granicach 6 °C
- czas trwania zimy: 15–18 tyg.
- okres wegetacyjny:
  - rozpoczyna się w drugiej dekadzie kwietnia i trwa ok. 185 dni.
- lato termiczne:
  - ok. 8 tyg.
- opady roczne:
  - w granicach 700–900 mm
  - maksimum opadowe: lipiec
  - minimum opadowe: luty
- zaleganie śniegu:
  - ponad 50 dni
- dominujące wiatry: południowe

## Flora i fauna
Zróżnicowana budowa geologiczna, gleby typowe dla terenów górskich, klimat chłodniejszy i o większej ilości opadów niż średnie dla tej wysokości, średnie temperatury roczne, specyficzne położenie oraz wysokość względna terenu, a także niewielkie skrawki ziemi o ograniczonej ingerencji człowieka, wykształciły na terenie Bramy Lubawskiej dogodne warunki dla świata roślinnego i zwierzęcego. Szczyty i zbocza o znacznym pochyleniu pokrywają lasy z dominacją świerków sztucznie sadzonych, odmiany górskiej i nizinnej. Inne drzewa iglaste i liściaste stanowią w lasach zaledwie 10%. Tylko w rejonie Lubawki w pobliżu granicy państwowej są skrawki naturalnej puszczy sudeckiej. Na całym terenie Bramy Lubawskiej występują skupiska roślinności górskiej objęte prawną ochroną na uwagą zasługują: dziewięćsił bezłodygowy, lepiężnik biały, wawrzynek wilczełyko, pełnik europejski, liczne storczyki, goryczki, pierwiosnki, lilia złotogłów.

## Komunikacja
Brama Lubawska zawdzięcza swą nazwę funkcji komunikacyjnej, ponieważ tworzy dogodne przejście z Dolnego Śląska do Czech, które odgrywało dużą rolę od czasów średniowiecza, ale obecnie straciło swoje znaczenie, gdyż międzynarodowe szlaki kolejowe i drogowe między Czechami a Polską przebiegają przez inne części Sudetów. W roku 2010 i 2011, w sezonie letnim, okresowo wznawiano przejazdy pasażerskie w soboty, niedziele i święta, na odcinku Sędzisław–Trutnov.
Przez Bramę Lubawską do prowadzi szlak kolejowy o znaczeniu międzynarodowym i droga krajowa nr 5 – do dawnego przejścia granicznego Lubawka-Královec. Planowane jest przeprowadzenie tędy drogi ekspresowej S3. Przez Bramę Lubawską biegnie droga wojewódzka nr 369 – Jelenia Góra

## Ludność
Okolice zamieszkuje ludność napływowa, po wojnie przybyli tu ludzie z centralnej Polski, przymusowi polscy wysiedleńcy z Kresów oraz ludzie powracający z emigracji.
Większość ludności zamieszkuje w środowisku miejskim.

## Miejscowości
Na obszarze Bramy Lubawskiej:
- Lubawka
- Błażkowa
- Bukówka
- Miszkowice
- Paczyn
- Paprotki
- Stara Białka
- Szczepanów

Częściowo wkraczające na obszar Bramy Lubawskiej:
- Janiszów
- Jarkowice
- Leszczyniec
- Niedamirów
- Ogorzelec
- Opawa
- Szarocin

## Turystyka
Na terenie Bramy Lubawskiej znajduje się przejście ogólnodostępne (drogowe) oraz kolejowe w Lubawce. Tuż poza obszarem kotliny, we wschodnich Karkonoszach są dwa przejścia turystyczne: w Niedamirowie i Okrzeszynie.
Brak tu jakichkolwiek schronisk turystycznych. Przez najciekawsze miejsca Bramy Lubawskiej prowadzą trzy szlaki turystyczne:
- – zielony szlak graniczny prowadzący z Tłumaczowa na przełęcz Okraj.
- – niebieski prowadzący z Mieroszowa na przełęcz Okraj.
- – czerwony Główny Szlak Sudecki, prowadzący z Sokołowska do Kowar.

## Atrakcje
- Kalwaria na Świętej Górze

### Przyroda
Na obszarze Bramy Lubawskiej:
- Jezioro Bukówka

Koło Lubawki, na obszarze Gór Kruczych:
- Krucza Skała (rezerwat geologiczno-krajobrazowy Kruczy Kamień)
- Czerwone Skały
- Dolina Miłości